# XX. Armeekorps (Wehrmacht)
Das XX. Armeekorps war ein militärischer Großverband der deutschen Wehrmacht. Es nahm ab Juni 1941 im Rahmen am Angriff auf die Sowjetunion teil. Nach dem Vormarsch bis vor Moskau folgte ein jahrelanger Stellungskampf an der mittleren Ostfront und 1945 die Einkesselung und Vernichtung in Ostpreußen. Das gerettete Generalkommando XX. wurde in den letzten Kriegsmonaten 1945 zur Neuaufstellung und zum Entsatz des Kessels von Halbe verwendet.

## Geschichte

### Aufstellung
Die Aufstellung des XX. Armeekorps erfolgte am 17. Oktober 1940 durch die Wehrersatzinspektion in Berlin.

### 1941
Im April 1941 verlegte das Generalkommando XX nach Polen und wurde vorerst der 18. Armee unterstellt.
Zu Beginn der Operation Barbarossa am 22. Juni 1941 im Abschnitt der Panzergruppe 3 und der 9. Armee (Generaloberst Strauß) aus dem Suwałki-Zipfel angreifend, waren dem XX. Korps die 129., 162. und 256. Infanterie-Division zugeteilt. Der Vorstoß erfolgte von Augustow über den Bobr in Richtung auf Sokolka. In der Kesselschlacht von Bialystok und Minsk stand das Generalkommando gegenüber der sowjetischen 10. Armee in engem Zusammenwirken mit dem im Raum Grodno stehenden VIII. Armeekorps an der nördlichen Einschließungsfront.
Ende Juli taktisch kurzfristig der Panzergruppe 2 (Generaloberst Guderian) unterstellt, wechselte das Generalkommando Mitte August in den Befehlsbereich der 4. Armee. Das XX. Korps wurde nach der Kesselschlacht bei Smolensk in den östlich erkämpften Frontbogen bei Jelnja etabliert, unterstellt waren zunächst die 15., 268. und 292. Infanterie-Division. Am 28. August übernahm auch das IX. Armeekorps einen Abschnitt, von links nach rechts standen jetzt die 263., 137., 15., 78., 292., 268. und 7. Infanterie-Division im Frontbogen. Starke Gegenangriffe der neu herangeführten sowjetischen 24. Armee (General Rakutin) zwangen die 4. Armee nach der Jelnja-Offensive Anfang September zur Räumung von Jelnja und zum Übergang in den Stellungskrieg. Während der Operation Taifun waren dem Korps die 7., 78. und 268. Infanterie-Division zugewiesen worden.
Am 22. Oktober erreichte das XX. Korps die Moskauer Schutzstellung und besetzte im Kampf mit der sowjetischen 3. Armee (General Jefremow) Naro-Fominsk. Die kurzfristig unterstellte 3. mot. Division errichtete einen östlichen Brückenkopf über die Nara und wurde am 8. November durch die 258. Infanterie-Division freigemacht. Gegenangriffe der sowjetischen 5., 33. und 43. Armee rissen eine Lücke zwischen dem VII. und IX. Armeekorps auf und zwangen das XX. Korps (3. mot., 183. und 292. Inf.Division) ab 12. Dezember zum Rückzug auf die Rusa-Stellung, dabei gingen Moschaisk und Naro-Fominsk wieder verloren.

### 1942/43
Von Januar 1942 bis Februar 1943 lag das XX. Armeekorps im Raum Gschatsk und östlich von Wjasma zunächst als Teil der 4. und ab April der 3. Panzerarmee im Stellungskrieg, unterstellt waren zunächst die 20. Panzer-Division, die 17., 183., 255., 258. und 292. Infanterie-Division. Im Herbst kam nach der Übertragung des nördlichen Abschnittes an das IX. Armeekorps die 31. Infanterie-Division als neuer Verband in den Korpsbereich. Nach dem Rückzug aus der Schlacht von Rschew im März 1943 (Unternehmen Büffelbewegung) wurde das Generalkommando XX im Raum Spas-Demensk freigemacht und der 2. Panzerarmee zur Verfügung gestellt. Das Kommando postierte sich ab April zwischen Komaritschi und Sewsk am westlichen Frontbogen von Kursk, unterstellt waren zunächst die 45., 72., 137. und 251. Infanterie-Division. Während der Schlacht von Kursk war das XX. Korps zur Deckung des rechten Flügels der zur Führung der nördlichen Angriffskräfte bestimmten 9. Armee unterstellt. Nach dem Scheitern der Offensive zog sich die 9. Armee bis August hinter die Desna zurück. Das XX. Armeekorps ging dabei in den Raum Trubtschewsk zurück und hielt nach rechts die Verbindung mit der 2. Armee aufrecht. Im Oktober 1943 waren dem Korps die Reste der 6., 31. und 102. Infanterie-Division zugeteilt. Im weiteren Rückzug der 2. Armee unterstellt und mit der 102. und 292. Infanterie-Division hinter dem Sosch-Abschnitt gedrängt, musste am 26. November auch Gomel vor dem sowjetischen Druck geräumt werden.

### 1944
Seit Jahresende 1943 sicherte das XX. Armeekorps entlang der Pripjet-Sümpfe und im Raum Pinsk-Luninez zusammen mit ungarischen Verbänden den rechten Flügel der 2. Armee und den Zugang nach Brest-Litowsk. Nachdem die Operation Bagration (ab 22. Juni 1944) die Front der Heeresgruppe Mitte zertrümmerte, versuchte das XX. Korps (Korpsabteilung E, 137. und 251. Inf.-div.) im Krieg gegen sowjetische Partisanen den Anschluss an das zurückgehende LV. und XXIII. Armeekorps aufrechtzuerhalten. Bis 13. Juli hatte das XX. Korps mit der unterstellten 7. Infanterie-, 203. Sicherungs-Division und der Korpsabteilung E an der Jasiolda, sowie den Resten der 86., 137. und 251. Infanterie-Division entlang des Pripjat den östlichen Frontbogen bis Pinsk, zu sichern. Es folgten Rückzugskämpfe zum und über den westlichen Bug, links vom XXIII. und rechts von dem nach Norden gedrängten VIII. Armeekorps gedeckt, wobei dem XX. Korps die Verteidigung der Festung Brest übertragen wurde. Infolge der Lublin-Brester Operation ging Brest verloren, das Korps wurde bis Anfang August durch Truppen 1. Weißrussische Front über Siedlce in den Raum nordöstlich Warschau zurückgedrängt. An der neuen Linie beiderseits Węgrów waren die 7., 102. und 211. Infanterie-Division unterstellt. Im Dezember übernahm das XX. Korps nach der Verlegung des XXXXI. Panzerkorps (Gruppe Weidling) nach Goldap, dessen zuvor innegehabten Narew-Abschnitt beiderseits von Ostrolenka, neu unterstellt waren die 35., 252. Infanterie- und 542. Volksgrenadier-Division.

### 1945
Am 12. und 13. Januar begann die 1. und 3. Weißrussische Front ihre gleichzeitige Offensive in Richtung auf Ostpreußen. Nachdem die Memel- ebenso wie die Narew-Linie gefallen war, musste das XX. Armeekorps in Richtung auf Allenstein zurückweichen, die Bobr-Stellungen des links haltenden LV. und VI. Armeekorps wurden unhaltbar. Anfang Februar 1945 an die Linie Heilsberg-Bartenstein zurückgedrängt, wurde das Korps der 4. Armee unterstellt. Bis zur Vernichtung Ende März 1945 wurde nur noch ein schmaler Landstreifen an der Ostsee gehalten. Im sogenannten Heiligenbeiler Kessel waren dem XX. Korps nur noch die Überreste der zerschlagenen Divisionen Nr. 21., 102. und 292. sowie die Kampfgruppe der 558. Volksgrenadier-Division unterstellt.
Nach dem Eintreffen des über See geretteten Generalkommando XX in Swinemünde, wurde es sofort der neuaufgestellten 12. Armee im Raum Magdeburg zugeteilt, welche den Auftrag erhielt, in Richtung Potsdam vorzustoßen, um das eingeschlossene Berlin zu entsetzen. Am 23. April wurde dem Generalkommando die zumeist aus RAD-Einheiten gebildeten Divisionen Körner, Hutten, Schill und Scharnhorst unterstellt.
Während der Operation brachen am 29. April etwa 25.000 deutsche Soldaten und ca. 5.000 Zivilpersonen der im Kessel von Halbe abgeschnittenen 9. Armee bei Beelitz zum XX. Korps durch. Am Abend des 1. Mai begann die Absetzbewegung über Wollin zum Elbe-Brückenkopf, die restliche Artillerie unterstützte die Nachhut, welche von der Division Hutten gebildet wurde. Die Division Körner gab ihre Stellungen zwischen Niemegk und Treuenbrietzen auf und folgte über Belzig nach Schönhausen. Am 1. Mai wurde dem XX. Korps auch die im Raum Potsdam ausgebrochene Division Jahn unterstellt. Der Plauer Kanal wurde am 2. Mai überschritten und am 5. Mai nochmals zwischen Schmetzdorf und Wusterdamm eine Abwehrfront bezogen. Der Stab des Generalkommando XX. verlegte am 6. Mai nach Fischbeck an die Elbe. Ohne starke sowjetische Verfolgung konnten die Truppen die zerstörte Brücke in Tangermünde erreichen und sich in westliche Gefangenschaft begeben.

## Führung

### Kommandierende Generale
- General der Infanterie Friedrich Materna Oktober 1940 bis 10. September 1942
- General der Artillerie Rudolf von Roman 10. September 1942 bis 14. Februar 1943
- General der Infanterie Erwin Vierow 14. Februar bis 10. März 1943
- General der Artillerie Rudolf von Roman 10. März bis Dezember 1943
- General der Infanterie Edgar Röhricht Dezember 1943 bis Januar 1944
- General der Artillerie Rudolf von Roman Januar 1944 bis 1. April 1945
- General der Kavallerie Karl-Erik Köhler 1. April bis Mai 1945

### Chefs des Generalstabes
- Oberst Emil Vogel 25. Oktober 1940 bis 20. Juni 1942
- Oberst Franz Haas 20. Juni 1942 bis 21. Juli 1943
- Oberst Adalbert Wahl 21. Juli bis 10. November 1943
- Oberst Hermann Wagner 10. November 1943 bis 1. Januar 1945
- Oberstleutnant Hugo Binder 1. Januar bis März 1945
- Oberst Walter Knauff (April 1945)
- Oberst Peter von Butler April bis Mai 1945